# Якубув (Польковицький повіт)
Якубув (пол. Jakubów, нім. Jakobskirch) — село в Польщі, у гміні Радваниці Польковицького повіту Нижньосілезького воєводства.
Населення — 201 особа (2011).
У 1975-1998 роках село належало до Легницького воєводства.

## Демографія
Демографічна структура станом на 31 березня 2011 року:
|          | Загалом | Допрацездатний вік | Працездатний вік | Постпрацездатний вік |
| -------- | ------- | ------------------ | ---------------- | -------------------- |
| Чоловіки | 100     | 18                 | 76               | 6                    |
| Жінки    | 101     | 22                 | 62               | 17                   |
| Разом    | 201     | 40                 | 138              | 23                   |